# Stjepan Bobek

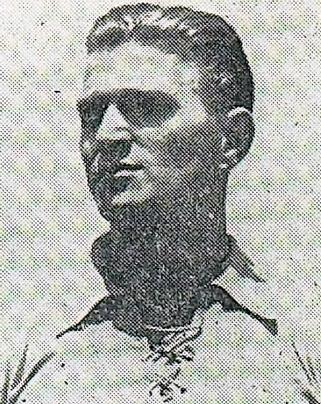
Stjepan Bobek

Stjepan Bobek (* 3. Dezember 1923 in Zagreb; † 22. August 2010 in Belgrad) war ein kroatischer und jugoslawischer Fußballspieler und -trainer, der bei den Olympischen Sommerspielen 1948 in London wie auch 1952 in Helsinki jeweils mit der jugoslawischen Fußballnationalmannschaft die Silbermedaille gewann.

## Laufbahn als Spieler

### Vereine bis 1958
Bobek wechselte nach den Zagreber Stationen Derby, SK, Licanin und Gradjanski im Jahre 1945 zu FK Partizan Belgrad. Mit Partizan gewann der Halb- und Mittelstürmer spielende Offensivakteur zwei Meistertitel in den Jahren 1947 und 1949 und viermal den Pokal (1947, 1952, 1954, 1957). Dreimal landete er mit Partizan in der Meisterschaft auf Platz zwei (1954, 1956, 1958) und zweimal verlor er in den Jahren 1948 und 1950 Pokalendspiele. In der Saison 1953/54 wurde er Torschützenkönig mit 21 Treffern. Als in der Runde 1955/56 erstmals der Europa-Cup ausgetragen wurde und dies als Einladungswettbewerb geschah und nicht der jugoslawische Meister der Runde 1954/55 Hajduk Split, sondern Partizan Belgrad Jugoslawien vertrat, erlebte der fast 32-jährige Stjepan Bobek die Premiere dieses Wettbewerbs. Bobek war auch als Aktiver beim ersten Europa-Cupspiel am 4. September 1955 in Lissabon gegen Sporting auf dem Platz. In der 73. Minute gelang ihm dabei der 3:2-Führungstreffer für Partizan. Im Viertelfinale war Bobek mit seinen Mannschaftskameraden Branko Zebec und Miloš Milutinović am 25. Dezember 1955 im Estadio Santiago Bernabeu beim klaren 4:0-Erfolg von Real Madrid aber chancenlos. Im Rückspiel gelang zwar im Januar 1956 eine 3:0-Revanche, aber das Ausscheiden war damit besiegelt. Mit 35 Jahren beendete Bobek 1958 nach insgesamt 466 Ligaspielen und 413 Toren seine Spielerkarriere. Bei Partizan ist das der Clubrekord und erklärt auch seine Wahl im Jahre 1995 zum größten und populärsten Spieler aller Zeiten von Partizan Belgrad. Unter Jugoslawiens Jahrhundert-Kickern belegt er Platz sechs.

### Nationalmannschaft, 1946 bis 1956

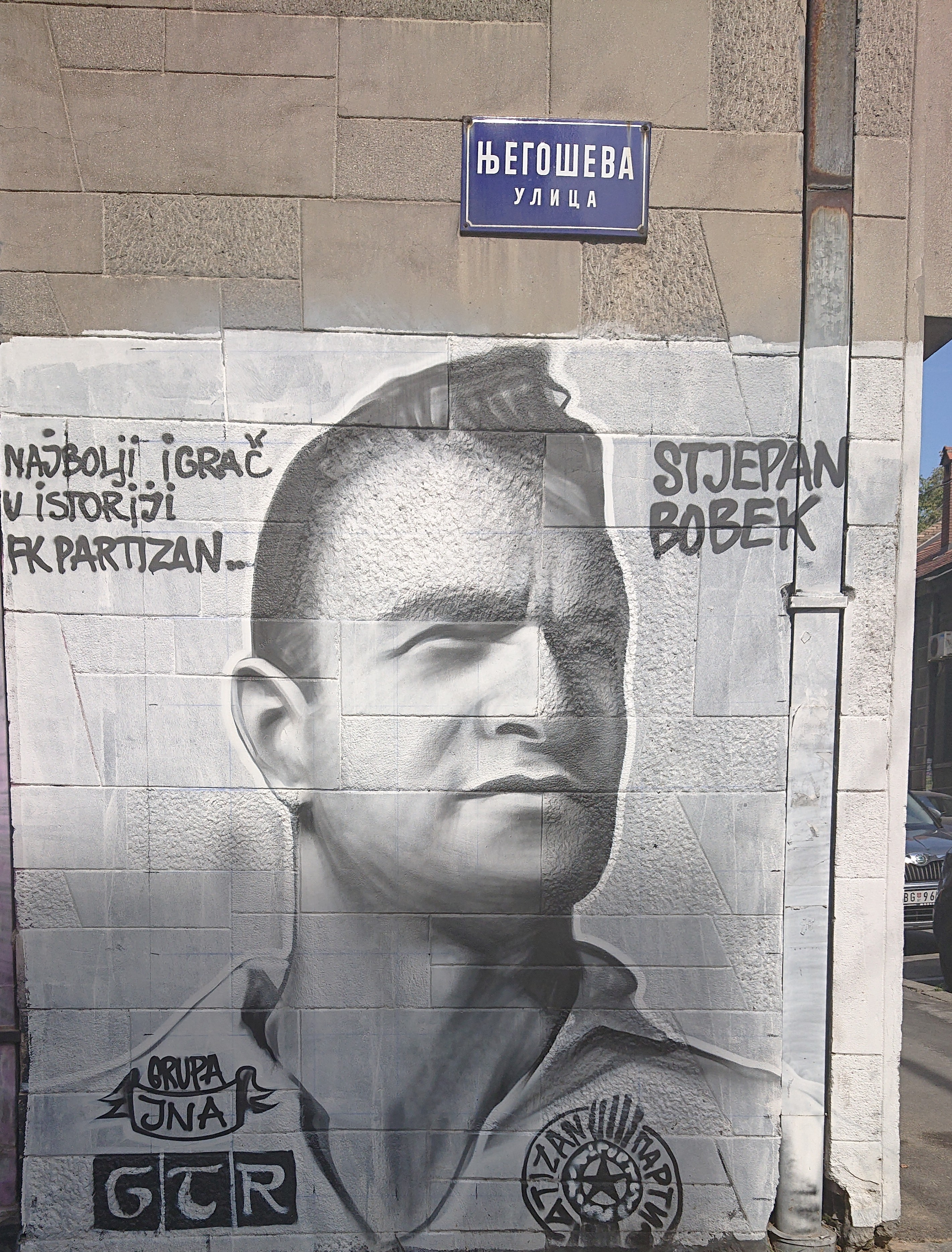
Graffiti von Stjepan Bobek in einer Belgrader Straße

Sein Debüt in der Nationalmannschaft feierte Bobek am 9. Mai 1946 beim 2:0-Erfolg in Prag gegen die Tschechoslowakei. Das erste bedeutende Turnier spielte er 1948 bei den Olympischen Spielen in London. Zwar gelang ihm beim Finale am 13. August gegen Schweden in der 42. Spielminute der zwischenzeitliche Ausgleichstreffer zum 1:1, aber Gunnar Gren (zwei Tore) und Gunnar Nordahl (ein Tor) schossen „Tre Kronors“ zum 3:1-Endspielerfolg. Zwei Jahre danach, 1950, folgte die Fußball-Weltmeisterschaft in Brasilien. Den Weg nach Südamerika ebneten drei Spiele in der Qualifikation gegen Frankreich, wobei Bobek am 30. Oktober 1949 in Paris der 1:1-Ausgleichstreffer gelang. Das Entscheidungsspiel fand am 11. Dezember 1949 in Florenz statt, wobei wiederum der Mann von Partizan als Halbstürmer beim 3:2-Erfolg zum Einsatz kam. In Brasilien schied Bobek mit seinen Mannschaftskameraden nach zwei Erfolgen gegen die Schweiz (3:0) und Mexiko (4:1) durch die 0:2-Niederlage am 1. Juli 1950 in Rio de Janeiro vor 142.409 Zuschauern gegen Brasilien nach drei Gruppenspielen aus dem Turnier aus. 1952 nahm er an seinen zweiten Olympischen Spielen teil. In Finnland bestritt er alle sechs Spiele gegen Indien, Sowjetunion, Dänemark, Deutschland und Ungarn. Nach dem 5:5-Remis am 20. Juli in Tampere gegen die Sowjetunion kam es zwei Tage später zu einem Entscheidungsspiel das mit einem 3:1-Sieg für die Mannschaft von Bobek endete. Im Halbfinale setzte sich der Sturm mit Tihomir Ognjanov, Raiko Mitic, Bernard Vukas, Stjepan Bobek und Branko Zebec gegen die deutsche Fußballnationalmannschaft der Amateure mit 3:1 Toren durch. Das Finale entschied aber Ungarn am 2. August 1952 in Helsinki vor 60.000 Zuschauern mit der Goldenen Elf um Ferenc Puskás mit 2:0 Toren für sich. Nach der Qualifikation gegen Griechenland und Israel nahm Bobek mit Jugoslawien auch an der Fußball-Weltmeisterschaft 1954 in der Schweiz teil. Im Angriff stürmte jetzt auf Rechtsaußen Milos Milutinovic, ansonsten waren die Olympioniken aus Helsinki im Einsatz, das galt auch für die Läuferreihe mit Zlatko Čajkovski, Ivan Horvath und Vujadin Boškov. In der Gruppe eins trug Jugoslawien das offizielle WM-Eröffnungsspiel am 16. Juni 1954 in Lausanne gegen Frankreich aus. Bobek und seine Mitstreiter setzten sich mit 1:0 durch. Es folgte das 1:1 nach Verlängerung gegen Brasilien und damit der Einzug in das Viertelfinale am 27. Juni in Genf gegen den Außenseiter Deutschland. Die Mannschaft von Bundestrainer Sepp Herberger setzte sich überraschend mit 2:0 Toren durch und für Bobek & Co war damit das Turnier nach drei Spielen beendet. Mit seinem Einsatz am 16. September 1956 in Belgrad gegen Ungarn war die Laufbahn in der Nationalmannschaft für Stjepan Bobek nach 63 Länderspielen mit 37 Toren beendet.

## Trainer
Seine Trainer-Laufbahn eröffnete Bobek im Jahre 1959 bei Legia Warschau. Von 1960 bis 1963 kehrte er als Trainer zu Partizan Belgrad zurück und holte dreimal den Meistertitel. Weitere erfolgreiche Stationen schlossen sich mit Panathinaikos Athen und Olympiakos Piräus an. Mit beiden Vereinen gewann er mehrfach den griechischen Titel. Bobek übte das Traineramt auch bei Altay İzmir, Dinamo Zagreb, Vardar Skopje und in Tunesien aus.